# Jitikara
Jitikara (en kazakh : Жітіқара, en russe : Житикара) est une localité du nord-ouest du Kazakhstan, située dans l'oblys de Kostanaï. La ville est le chef-lieu du district éponyme, sur les hauteurs de Tourgaï à l'ouest de la rivière Tobol.

## Histoire
Jitikara est fondée en 1880 sous la forme du village fortifié, ou aoul, de Konildi. La localité faisait alors partie de l'ouïezd Nikolaïevski, futur ouïezd de Kostanaï, de l'oblast de Tourgaï.
En 1915, elle prend le nom de Dzetygara, et est élevée au rang de peuplement urbain. 

En 1920, l'oblast de Tourgaï devient le gouvernement de Tourgaï, qui, lui-même, se fond, le 9 novembre 1920, dans le gouvernememt d'Orenbourg-Tourgaï.

Le 1er avril 1921, la région est transférée au tout nouveau gouvernement de Kostanaï. Jitikara appartient au district d'Adamovsky (en) et au centre administratif du volost de Djetygarinskaya.

Le 15 août 1922, le district est intégré à celui de district de Denisov.

Le 21 septembre 1925, le gouvernement de Kostanaï est transformé en l'ouïezd de Kostanaï.

Le 17 janvier 1928, l'okroug de Kostanaï est créé, dans l'oblys d'Aktioubé, et inclut le district de Jitikara.
En février 1932, à la suite de la suppression des okrougs, les districts sont directement subordonnés aux oblys. Jusqu'en 1936, le chef-lieu administratif du district de Jetikara demeurera à Denisovka, jusqu'au moment où Jetikara obtient la suprématie.

Le 29 juillet 1936, l'oblys de Kostanaï voit son appartenance à la République socialiste soviétique kazakhe confirmée, et le district de Jetikara fait désormais partie de l’oblys de Kosatanaï.
En 1939, l'ancienne Dzetygara obtient le statut de ville et est reconnue, en 1962, comme ville d'importance régionale.
En 1997, la dénomination devient officiellement Jitikara, et la ville devient le chef-lieu du district éponyme.

## Démographie
La population s'élevait à 33 587 habitants en 2009, en baisse par rapport à 1999 (36 359 habitants).

## Économie
Kostanaï minerals est l'entreprise principale de Jitikara. Elle a pour activité la production de matériaux en amiante.
Transports
La commune est connectée par la route aux villes de Kartaly et de Kostanaï (via Roudny).
Jitikara est également une station sur la ligne secondaire menant à la gare de Tobol, elle-même située sur la voie ferrée entre Kartaly et Astana.